# Palacio de Arjángelskoye
Arjángelskoye (en ruso: Арха́нгельское) es una finca histórica en el raión de Krasnogorsk, Óblast de Moscú, Rusia, ubicada a 20 km al oeste de Moscú y a 2 km al suroeste de Krasnogorsk.

## Historia

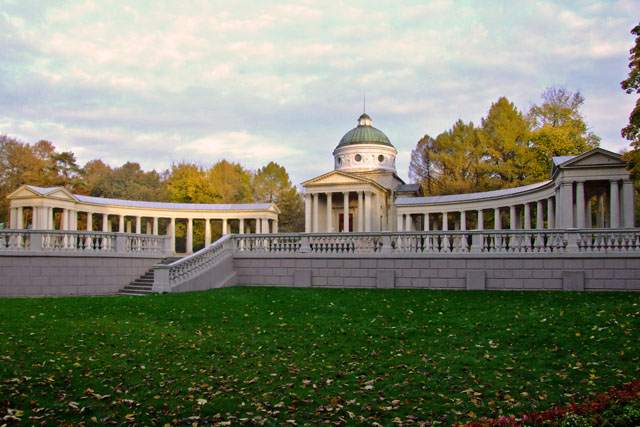
El mausoleo inacabado de la "Colonnada"

De 1703 a 1810, Arjángelskoye perteneció a los Golitsin. En 1810, el príncipe Nikolai Yusúpov compró la finca, que permaneció en manos de la familia Yusúpov hasta la Revolución Rusa. En 1917, los bolcheviques nacionalizaron la propiedad de los Yusúpov. Hoy Arjángelskoye es un museo estatal.
La finca fue construida en estilo neoclásico por Jacob Guerne, con el destacado palacio frente al río Moscú y un parque con terrazas decorado con estatuas antiguas. Otras estructuras destacadas incluyen un pequeño palacio llamado Caprice, monumentos a Catalina la Grande y Alejandro Pushkin, y un teatro del siglo XVIII diseñado por el famoso escenógrafo italiano Pietro Gonzaga (1751–1831). El edificio más antiguo de Arjángelskoye es la iglesia del Arcángel Miguel (1646). Entre los otros edificios se encuentran las Puertas de los Santos (1825-1826), la "Colonnada" inacabada («Колоннада»; construida entre 1909 y 1916), que estaba destinada a ser un mausoleo para el hijo mayor de la última princesa Yusúpova y que ahora es una sala de exposiciones, y dos ampliaciones del sanatorio construido en los años 1930.
La finca es famosa por su colección de bellas artes que incluye pinturas, esculturas, muebles, cerámicas e interiores.

## Arjángelskoye en la actualidad

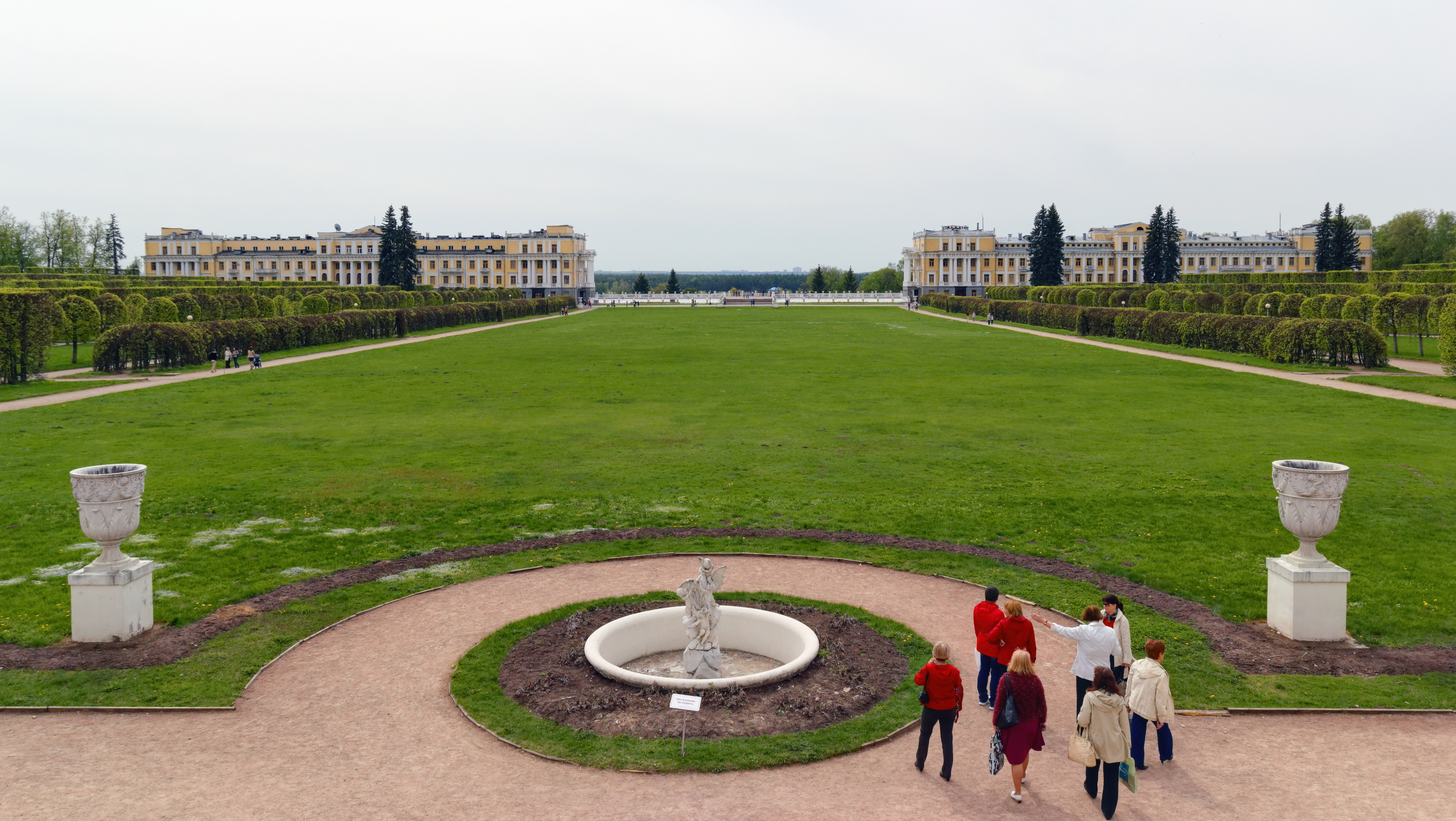
Jardines de Arjángelskoye

En 1996, el Ministerio de Cultura de Rusia adquirió la finca, pero no pudo mantenerla. Por esta razón, el sitio fue incluido en el World Monuments Watch de 1996 por el World Monuments Fund. Según la organización, las columnas exteriores y el yeso resultaron dañados, el techo y la escalera principal del teatro estaban en mal estado. Cuando el sitio volvió a aparecer en la lista World Monuments Watch de 2002, los funcionarios de Moscú habían redactado un minucioso plan de conservación, que incluía trabajos en el exterior del edificio y los jardines circundantes. La ayuda para la conservación del interior provino de American Express a través del Fondo Mundial de Monumentos. Durante este proyecto se conservaron pinturas de Hubert Robert y se realizaron otras reparaciones. Hoy en día, Arjángelskoye es una atracción turística popular y los moscovitas la visitan a menudo en viajes cortos. En la finca se celebran importantes eventos culturales, como festivales de música. 